# Agalmyla valetoniana
Agalmyla valetoniana là một loài thực vật có hoa trong họ Tai voi. Loài này được (Lauterb.) Hilliard & B.L.Burtt mô tả khoa học đầu tiên năm 2002.